# 집시 데인저
집시 데인저는 영화 퍼시픽림에 등장하는 mk.3 예거로, 주인공 예거이다.
영화 극 초반 나이프 헤드에게 팜 그립 벡레시(집시 데인저의 파워무브다.)를 선사해 줄 때, 매우 느린 깡통로봇 느낌을 주었지만, 중반 전투씬엔 아무래도 개수가 거쳤는지, 빠르고 민첩해졌다. 집시 데인저는 미국에서 만들어졌고 복무 날짜는 2017년이다. 파일럿은 얀시 베켓(형이자 조종사),롤리 베켓(동생이자 부조종사)였지만, 얀시가 나이프 헤드에게 집시 데인저의 관자놀이가(...)뜯겨 나가면서 같이 붙어있던 지지대와 딸려나가면서 사망하자, 롤리는 패닉에 빠지고 5년 동안 노가다를 뛰었다가 다시 셰터돔에 돌아와 mk.3 예거를 맡은 마코 모리와 만나 구걸한 뒤 결국 서로 파일럿이 된다. 무장으로는 맨주먹, 팔꿈치에 달려있는 엘보우 로켓, 양손에 내장된 퍼시픽림 세계관 최고의 단단함을 가진  체인 스워드가 있고, 팔이 변신돼서 나오는 플라즈마 캐논이 있다.